# Jungle Brothers
Jungle Brothers er en amerikansk hiphop-gruppe fra New York City, og er banebrydende indenfor fusion af jazz og hiphop, og blev også den første hiphop-gruppe til at bruge en house pladeproducer. Gruppen begyndte at optræde i midten af 1980'erne og udgav sit første album Straight Out the Jungle  i juli 1988. Med afrocentriske tekster og innovative beats var Jungle Brothers kritikerroste og sluttede sig hurtigt til det indflydelsesrige Native Tongues-kollektiv.  Den oprindelige trio bestod af Michael Small (Mike Gee), Nathaniel Hall (Afrika Baby Bam, en hyldest til Afrika Bambaataa) og Sammy Burwell (DJ Sammy B). Sammy B forlod gruppen efter gruppens udgivet Raw Deluxe i maj 1997.

## Discografi
- Straight out the Jungle (1988), Warlock
- Done by the Forces of Nature (1989), Warner Bros. Records
- J Beez Wit the Remedy (1993), Warner Bros.
- Raw Deluxe (1997), Gee Street Records/V2 Records/Bertelsmann Music Group
- V.I.P. (2000), Gee Street/V2/BMG Records
- All That We Do (2002), Jungle Brothers
- You in My Hut Now (2003), XYZ Records
- This is... (Greatest hits) (2005), Nurture Records/Groove Records
- I Got You (2006), Rambling Records